# Вымпелохвостые колибри
Вымпелохвостые колибри (лат. Trochilus) — род семейства колибри.

## Описание
Ареал — леса острова Ямайка. Вымпелохвостые колибри — маленькие птички, весом 5-7 г, длина — до 25 см, из них на длинный раздвоенный хвост приходится до 18 см. Питаются, как и прочие колибриобразные, нектаром и мелкими насекомыми. Во время полёта частота крыльев достигает 30-70 взмахов в секунду.

## Классификация
Ранее в роду выделялся один вид, сегодня — два (оба — эндемики Ямайки).
- Вымпелохвостый колибри (Trochilus polytmus)
- Чёрноклювый вымпелохвостый колибри (Trochilus scitulus)

## Галерея

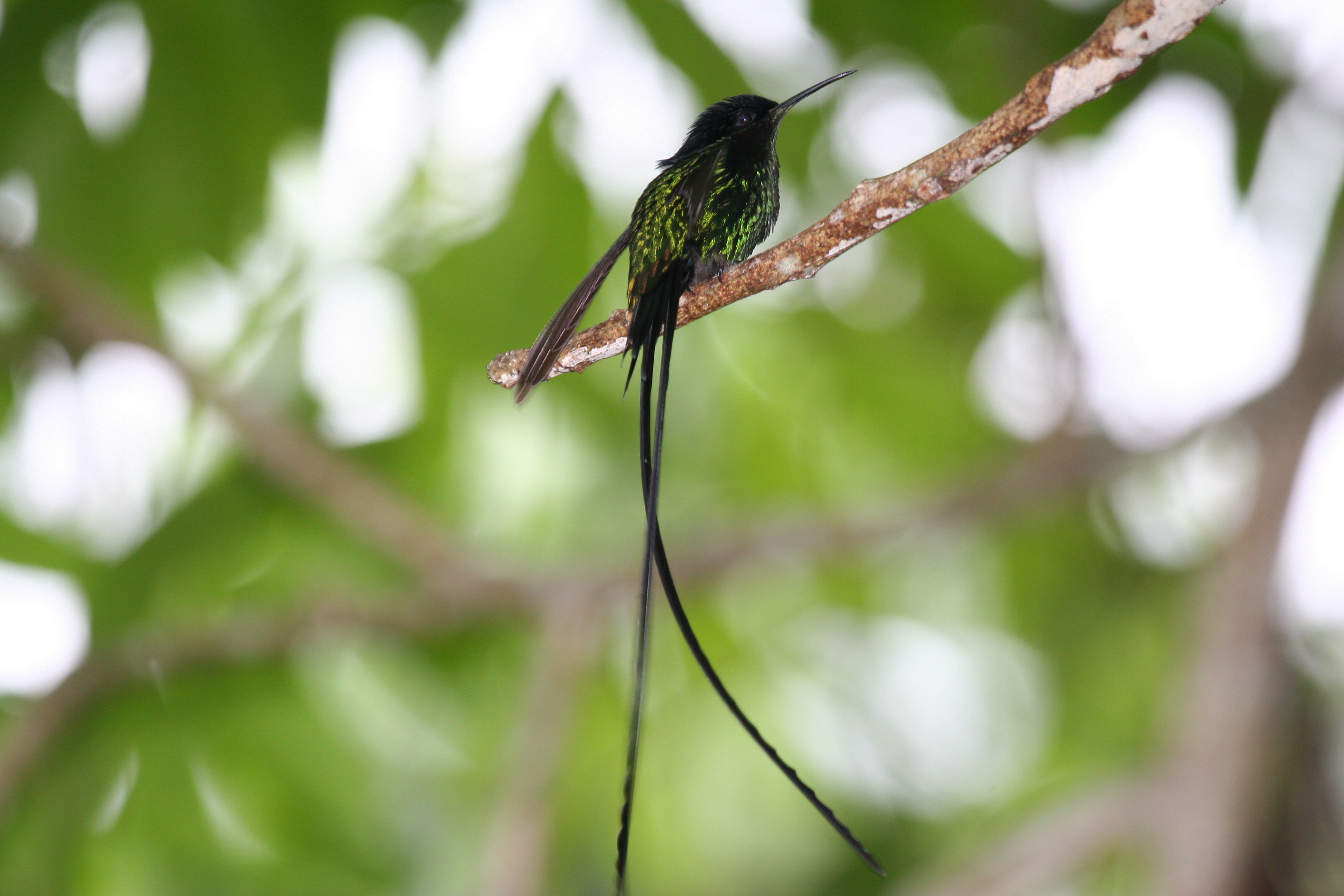
Чёрноклювый вымпелохвостый колибри
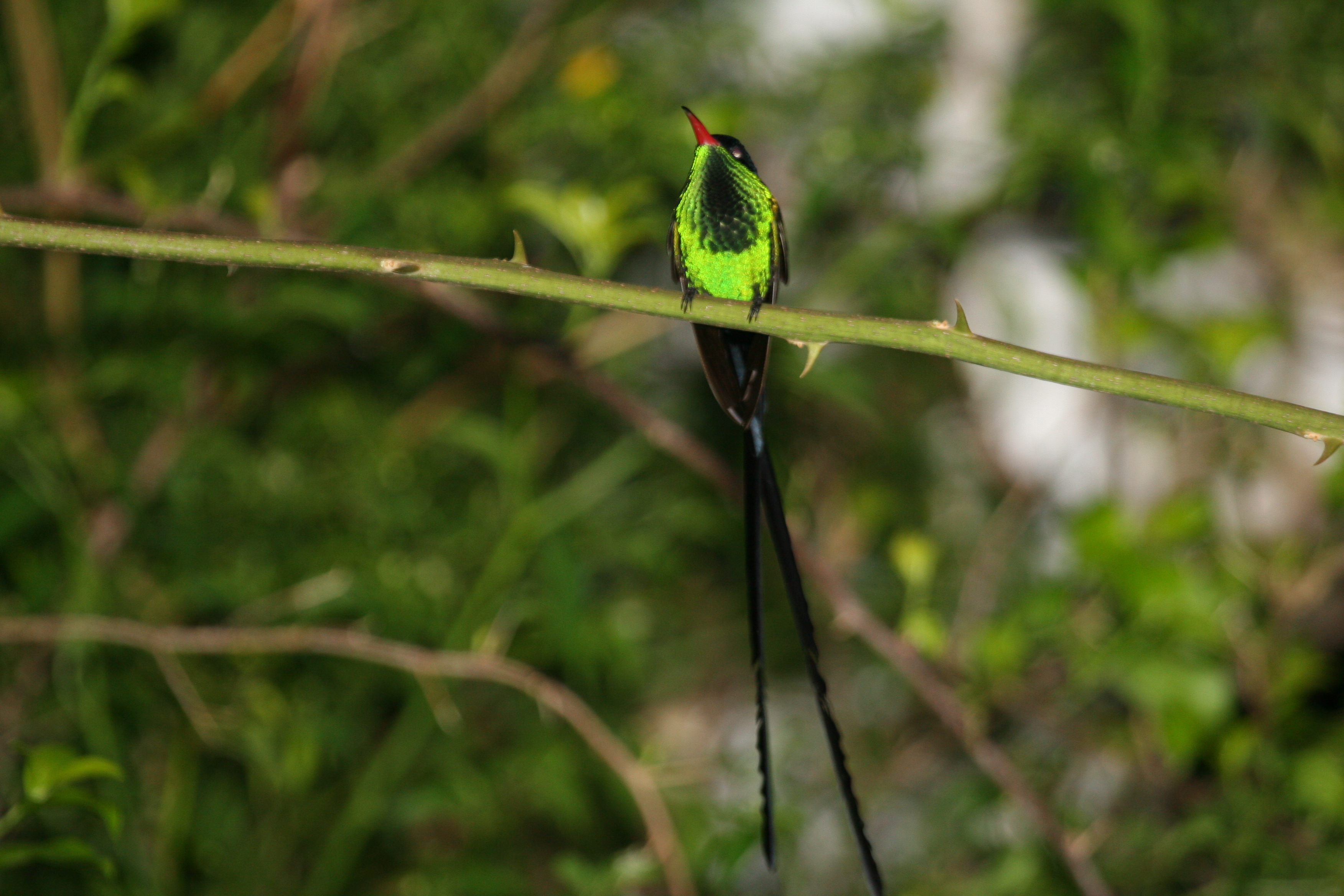
Красноклювый вымпелохвостый колибри